# ISO 3166-2:GI
ISO 3166-2:GI
この記事は、ISOの3166-2規格の内、GIで始まるものを示すものでイギリスの海外領土(属領)であるジブラルタルを表している。そしてジブラルタルの地域ごとの行政区画コードは存在しない。